# Levi Casey
Levi Burnside "Lee" Casey, född 19 oktober 1904 i Vienna i Illinois, död 1 april 1983 i Costa Mesa i Kalifornien, var en amerikansk friidrottare.
Casey blev olympisk silvermedaljör i tresteg vid sommarspelen 1928 i Amsterdam.